# Râul Ditrău
Râul Ditrău este un curs de apă, afluent al râului Mureș. 